# Italo dance
L'Italo dance o Italodance (conosciuta anche come nu italo disco, nu-italo o semplicemente italo) è stato un genere musicale che fu particolarmente popolare in Italia e in Europa tra la fine degli anni novanta e la prima metà degli anni duemila.

## Definizione
Il termine "italo dance" deriva dalla sua prima controparte italo disco degli anni ottanta, anche se, fatta eccezione per il loro nome, l'origine, e la categorizzazione nell'ambito della musica dance, non hanno molto a che fare musicalmente tra loro. Infatti, se sino alla metà degli anni ottanta si intese con italo disco la variante regionale dell'euro disco, verso la fine degli anni ottanta, quando iniziò a fondersi con altri generi musicali emergenti come l'house e la techno, si incominciò a parlare di "dance" (o più precisamente di eurodance/eurohouse). Il termine italo dance cominciò ad essere usato a metà degli anni novanta per indicare la variante regionale dell'eurodance classica.

## Caratteristiche della musica
L'italo dance è caratterizzata dai riff del sintetizzatore, dalle parti vocali modificate con i vocoder, da un ritornello orecchiabile e semplice, e da un basso con un suono tipicamente 'metallico', spesso definito come "Tuba-Bass".

### Voce
L'italo dance è spesso molto positiva e ha una musica esaltante, i testi riguardano principalmente problemi d'amore, il festeggiare, il ballare o esprimere sentimenti. La maggior parte dei testi sono in inglese e in italiano. È molto comune modificare le parti vocali con i vocoder e la correzione del pitch.

### Percussione e basso
La cassa è normalmente in 4/4 e contrapposta da un basso in levare con un suono di tuba sintetizzata. La velocità dei brani si aggira attorno ai 130 bpm, variando da 90 ai 140.

### Melodia
L'italo dance è molto guidata dalla melodia e tenuta insieme dal coro e dal tema principale (melodia), anche se alcune derivate progressive dell'italo dance sono guidate solo dalle percussioni e da una voce maschile.

## Storia
Si possono citare più artisti per entrambe le epoche

### L'italo dance classica (1992-1997)
Il primo periodo dell'italo coincise con quello dell'eurodance classica. Tale periodo iniziò con Please don't go dei Double You e terminò dopo la metà degli anni novanta, quando nelle classifiche europee smisero di entrare produzioni italiane a favore di produzioni americane, inglesi, francesi, e nuovi generi da discoteca, come ad esempio la bubblegum dance, si affacciarono sulla scena.
Nel mezzo troviamo dischi che hanno venduto ed hanno fatto ballare persone di tutta Europa, come The Rhythm of the Night dei Corona, Memories dei Netzwerk e The Summer is Magic di Playahitty. Dalla metà degli anni novanta l'italo cominciò ad avere uno stile musicale proprio, differente sia dall'eurodance, sia dalla nascente progressive. Uno dei primi paesi ad adottare lo stile fu la Germania dove l'etichetta discografica ZYX Music cominciò a pubblicare musica dance di produzione italiana in grande quantità. Alcuni degli artisti più importanti e riconoscibili di questo periodo furono i Da Blitz, Einstein Dr Deejay, Taleesa, Double You e CO.RO.

### L'italo dance moderna (1998-2005)
L'italo dance moderna cominciò a diventare mainstream nel 1999. In quell'anno Gigi D'Agostino vendette ben un milione di copie nella sola Germania con il singolo Bla Bla Bla, e quindi aprì nuovi sbocchi commerciali per la dance italiana, che raggiunse nello stesso periodo le vette delle classifiche europee con i cinque milioni di copie vendute da Blue (Da Ba Dee) degli Eiffel 65, che, oltre ad essere entrato in classifica in molti paesi europei, è stato uno dei due singoli di questo periodo ad entrare nella Billboard Hot 100 americana, raggiungendo la posizione numero 6. L'altro è l'altrettanto famosa L'amour toujours (I'll Fly with You) sempre di Gigi D'Agostino, che però in tale classifica si è fermata solo alla posizione numero 78. Infine va citata Tell Me Why di Prezioso feat. Marvin, prodotta negli studi Media Records e scritta dai fratelli Prezioso.
Da allora si produsse il solito fenomeno di clonazione tipico già negli anni ottanta con l'italo disco e negli anni novanta con l'eurodance: un buon numero di produttori clonarono il suono di un artista che vendeva e affiancarono le loro produzioni a quelle originali. Per tutto il 1999, 2000, il 2001 e il 2002 buona parte dell'italo dance si basò su clonazioni del sound di singoli di successo, anche se non mancarono eccezioni: è il caso di due singoli del 2000, Up & Down di Billy More e di Carillon di Magic Box. Quest'ultimo è il fratello di Erika, la quale raggiungerà il successo con Relations nel 2001. Successivamente, ottennero molta popolarità altri due suoi brani: Ditto e I Don't Know usciti rispettivamente nel 2002 e nel 2003.
Nel mese di settembre del 2001 Gabry Ponte, il dj e remixer degli Eiffel 65 (che nel 2003 parteciperanno a Sanremo col singolo Quelli che non hanno età), diede vita ad un suo progetto solista, ottenendo un discreto successo con Got to Get (Don Don); nell'estate del 2002 aumentò il suo successo con Time To Rock, e nell'inverno dello stesso anno con Geordie (cover della celebre ballata di Fabrizio De André), e raggiunse l'apice del suo successo nell'autunno / inverno del 2003, con La Danza Delle Streghe. Nel 2002 Paolo Sandrini diede vita alla costruzione discografica di DJ Ross, che nello stesso anno ebbe due singoli di buon successo, Dreamland ed Emotion. Nel 2003 il sound iniziò a cambiare con l'exploit internazionale di Benny Benassi e la sua Satisfaction, che condizionerà le produzioni di tutto il mondo tra il 2003 ed il 2005. Da segnalare la particolarità di alcuni progetti, tra cui Circus del musicista Guglielmo Marconi (omonimo dell'inventore), che ha introdotto l'idea di creare un giro molto lungo e vario di accordi, nel 2004.

### Dal 2005 ad oggi
Dal 2005 in poi, a parte qualche eccezione, come il remix di Le Louvre di Diana Est da parte di Prezioso, ed il remix da parte di Gabry Ponte della canzone degli Eiffel 65, rinterpretata da Little Tony, Figli di Pitagora, la dance italiana si allontanò da uno stile autonomo per rifarsi di nuovo agli standard musicali internazionali. In alcuni paesi viene prodotta sia da dj italiani che stranieri, a sua volta e poi trasmessa in molte radio. 
Gli ultimi anni si contraddistinguono per il dominio della musica dance "di genere", come ad esempio la minimal techno o l'electro rispetto alla storica eurodance.
Il genere di fatto uscì di scena, ad inizio 2005, con la pubblicazione dell'ultimo singolo di Billy More, Prendilo e Mettilo (co-prodotto da Dj Maxwell), prima della sua prematura morte che segna, nello stesso momento, la fine del genere. 
È diffusa una certa nostalgia di questo stile musicale tra gli amanti del genere a causa del brusco cambiamento della musica da discoteca, cambiamento avvenuto principalmente a partire dalla seconda metà degli anni 2000. Nel corso degli ultimi anni, in Italia sono stati prodotti nuovamente alcuni brani con le caratteristiche della italo dance classica, in alcuni casi in chiave "moderna", basti pensare al remix di Felicità di Gabry Ponte (2018) o all'album Back to the Feat di Dj Jump, che presenta numerose collaborazioni con alcuni storici Djs e producers molto in voga nei primi anni 2000. Tuttavia vi sono alcune web radio estere che trasmettono brani di questo genere musicale. 
Ad oggi per il riferimento del movimento ancora esistente troviamo alcune compilation e qualche etichetta sia italiana che estera e produttori che a cadenza ripropongo alcuni brani, come Ma.Bra (Dj Lhasa) o altri produttori minori. Lo stesso Gigi D’Agostino è rimasto fedele al suo sound, riscuotendo un buon successo con alcune canzoni contenute negli album 'Collection Vol. 1', 'Collection Vol. 2' e 'Smoderanza', pubblicate tra la fine del 2019 e del 2020. Tra gli artisti contemporanei legati al mondo di Gigi D'Agostino troviamo produttori come Federico Romanzi e Magna Romagna.

### Il lento violento
Il lento violento è un sottogenere dell'italo, il cui nome fu coniato da Gigi D'Agostino, riprendendo un'idea musicale di Ottomix. Vi sono due matrici che danno origine al lento violento: la prima è l'afro degli anni ottanta unita al campionamento di stampo house di suoni e percussioni afro-industriali, che viene alla luce nel 1999 con il brano Voyage (Africanismo Mix), B-side del singolo Bla Bla Bla, stile che poi viene sviluppato tra il 2003 e il 2005 dai produttori di casa Noisemaker.
La seconda matrice del lento violento è invece l'unione del ritmo a bassi BPM di stampo afro/techno con la canzone italiana: il primo brano è Vorrei fare una canzone, scritta nel 2004 da Gerolamo Sacco appositamente per i live di D'Agostino e pubblicata in tempi più maturi per il mercato tre anni dopo, nel 2007, in Lento Violento... e altre storie, l'album dove per la prima volta compare il nome "lento violento". È da ribadire però che ancora oggi D'Agostino resta fedele alle sue produzioni alternate tra lento violento e italo dance, riscuotendo grande successo sulla scena nazionale con live tour che assumono un aspetto di concerto o live.